# Concepción Gimeno de Flaquer
María de la Concepción Gimeno de Flaquer (Alcañiz, 1850-Buenos Aires, 1919) fue una escritora, editora y feminista española.

## Biografía
Nació en la localidad turolense de Alcañiz el 11 de diciembre de 1850. Su padre Juan Gimeno fue un militar de alto cargo y defensor de la monarquía borbónica. La madre, María Francisca Gil Buizán, tras la muerte del marido, se casó con un notario del tribunal de Zaragoza. Por lo tanto, María de la Concepción de Flaquer se educó en Zaragoza y a los veintinueve años de edad se casó con Francisco de Paula Flaquer, director de las publicaciones La Aurora y El Álbum Ibero-Americano.
Según Manuel Ossorio y Bernard, Gimeno de Flaquer se dio a conocer en las tertulias literarias de Ayguals de Izco y colaborando en publicaciones como La Ilustración de la Mujer,que fundó y dirigió, La Mujer, El Correo de la Moda de Madrid o El Ramillete de Barcelona, entre otros. De comienzos de la década de 1870 se conserva correspondencia suya con el actor Manuel Catalina.

### Primeros pasos literarios
En el año 1870 se mudó a Madrid donde empezó su carrera como periodista en El Correo de la Moda de Madrid. Para esta revista publicó 16 artículos, pero los más importantes son los que tratan de las mujeres. De hecho, Gimeno de Flaquer fue una escritora que luchó por la emancipación de las mujeres.
Gracias a la revista El Correo de la Moda de Madrid, ingresó al círculo social y literario donde empezó a tener relaciones de amistad con mujeres de alto rango atentas a la emancipación femenina. 

#### Éxito mundial

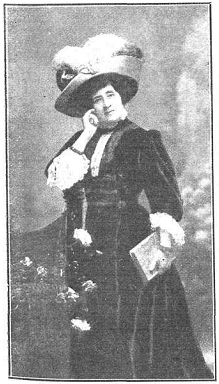
Gimeno de Flaquer (Caras y Caretas, 1910)

Su éxito y su reconocimiento público empezazon en el año 1883 en México. En agosto de 1883, marchó a residir a México, con su esposo Francisco de Paula Flaquer, donde fundó la publicación El Álbum de la mujer: Periódico Ilustrado. Durante su estancia en México, se convirtió en un verdadero ejemplo para muchas mujeres ya que siempre se mostró a favor de que las mujeres tuvieran acceso a la cultura y la educación pública. De vuelta a España «readaptaría» en Madrid la revista mexicana bajo el título El Álbum Ibero-Americano, de 1890.En España participó en las tertulias literarias más importantes en aquel momento. A lo largo de su vida viajó por el mundo entre México, Venezuela, Guatemala, El Salvador, Alemania, Italia y Francia. Falleció en  Buenos Aires en 1919.

## Obra
Fue defensora activa de los derechos de la mujer, habiéndose afirmado que «adoptó un feminismo conservador en lo ideológico y "furioso" en la expresión, con bastante arraigo y difusión en la alta burguesía». Según la propia Gimeno de Flaquer: «El siglo XIX, siglo de las aspiraciones generosas, ha preparado el triunfo de la causa de la mujer; el siglo XX coronará la obra de su predecesor».
Publicó diversas obras, como la novela Victorina ó heroísmo del corazón (1873),prologada por Ramón Ortega y Frías, un famoso escritor de folletines históricos. Gimeno de Flaquer empezó a escribir novelas que hablaban de las infidelidades conyugales, abandonos de mujeres y conventos que servían de refugios. Entre las obras de Gimeno de Flaquer están La mujer española (1877) —con una carta-prólogo de Leopoldo Augusto de Cueto—, El doctor alemán (1880), Elina Durval (1878), La mujer juzgada por una mujer (1882), Madres de hombres célebres (1884), que habla de cuanto las madres influyen en el comportamiento de sus hijos desde el punto de vista humanístico, literario, religioso y político.  Otras obras son Suplicio de una coqueta (1885), Evangelios de la mujer, Vidas paralelas, Mujeres de regia estirpe o Culpa y expiación que habla de mujeres provocadoras y modernas que van en contra de los valores tradicionales que tendría que tener una mujer honesta.